# Drchkov
Drchkov je malá vesnice, část obce Dřínov v okrese Kladno ve Středočeském kraji. Nachází se v údolí Bakovského potoka, něco přes jeden kilometr jižně od Dřínova, zhruba čtyři kilometry severně od města Slaného.

## Historie
První písemná zmínka o vesnici pochází z roku 1267, kdy král Přemysl Otakar II. potvrdil kapli Všech svatých na Pražském hradě dědictvím nabytý majetek v Drchkově a Vyšínku (bona in Drihkow et Wyssin). V roce 2011 zde trvale žilo 44 obyvatel.

## Obyvatelstvo
| Rok            | 1869 | 1880 | 1890 | 1900 | 1910 | 1921 | 1930 | 1950 | 1961 | 1970 | 1980 | 1991 | 2001 | 2011 | 2021 |
| -------------- | ---- | ---- | ---- | ---- | ---- | ---- | ---- | ---- | ---- | ---- | ---- | ---- | ---- | ---- | ---- |
| Počet obyvatel | 82   | 122  | 135  | 125  | 132  | 171  | 174  | 97   | 93   | 102  | 44   | 25   | 28   | 44   | 42   |
| Počet domů     | 15   | 17   | 18   | 18   | 24   | 25   | 30   | 31   | 31   | 23   | 18   | 16   | 18   | 18   | 18   |

## Obecní správa
Při sčítání lidu v letech 1850–1920 Drchkov byl osadou obce Královice v okrese Slaný. V letech 1920–1960 byl samostatnou obcí, se kterým patřil nejprve do okresu Slaný, ale od roku 1960 v okrese Kladno. Od 1. července 1960 je částí obce Dřínov v okrese Kladno.

## Pamětihodnosti
- Kaple svatého Vojtěcha (kulturní památka ČR)